# Tossiat
Tossiat és un municipi francès situat al departament de l'Ain i a la regió d'Alvèrnia-Roine-Alps. L'any 2007 tenia 1.358 habitants.

## Demografia

### Població
El 2007 la població de fet de Tossiat era de 1.358 persones. Hi havia 509 famílies de les quals 90 eren unipersonals (35 homes vivint sols i 55 dones vivint soles), 164 parelles sense fills, 235 parelles amb fills i 20 famílies monoparentals amb fills.
La població ha evolucionat segons el següent gràfic:
Habitants censats

### Habitatges
El 2007 hi havia 543 habitatges, 515 eren l'habitatge principal de la família, 5 eren segones residències i 22 estaven desocupats. 501 eren cases i 41 eren apartaments. Dels 515 habitatges principals, 392 estaven ocupats pels seus propietaris, 110 estaven llogats i ocupats pels llogaters i 14 estaven cedits a títol gratuït; 12 tenien dues cambres, 50 en tenien tres, 136 en tenien quatre i 318 en tenien cinc o més. 434 habitatges disposaven pel capbaix d'una plaça de pàrquing. A 156 habitatges hi havia un automòbil i a 329 n'hi havia dos o més.

### Piràmide de població
La piràmide de població per edats i sexe el 2009 era:
| Homes | Edats   | Dones |
| ----- | ------- | ----- |
| 0     | 95 o +  | 0     |
| 0     | 90 a 94 | 4     |
| 4     | 85 a 89 | 12    |
| 8     | 80 a 84 | 4     |
| 12    | 75 a 79 | 12    |
| 8     | 70 a 74 | 28    |
| 16    | 65 a 69 | 16    |
| 40    | 60 a 64 | 24    |
| 32    | 55 a 59 | 36    |
| 52    | 50 a 54 | 52    |
| 60    | 45 a 49 | 44    |
| 32    | 40 a 44 | 48    |
| 48    | 35 a 39 | 36    |
| 32    | 30 a 34 | 44    |
| 28    | 25 a 29 | 40    |
| 28    | 20 a 24 | 36    |
| 32    | 15 a 19 | 64    |
| 36    | 10 a 14 | 32    |
| 32    | 5 a 9   | 40    |
| 28    | 0 a 4   | 8     |

## Economia
El 2007 la població en edat de treballar era de 897 persones, 709 eren actives i 188 eren inactives. De les 709 persones actives 692 estaven ocupades (361 homes i 331 dones) i 18 estaven aturades (7 homes i 11 dones). De les 188 persones inactives 69 estaven jubilades, 84 estaven estudiant i 35 estaven classificades com a «altres inactius».

### Ingressos
El 2009 a Tossiat hi havia 523 unitats fiscals que integraven 1.396,5 persones, la mediana anual d'ingressos fiscals per persona era de 20.333 €.

### Activitats econòmiques
Dels 66 establiments que hi havia el 2007, 1 era d'una empresa extractiva, 3 d'empreses alimentàries, 1 d'una empresa de fabricació de material elèctric, 5 d'empreses de fabricació d'altres productes industrials, 11 d'empreses de construcció, 10 d'empreses de comerç i reparació d'automòbils, 4 d'empreses de transport, 6 d'empreses d'hostatgeria i restauració, 2 d'empreses financeres, 3 d'empreses immobiliàries, 8 d'empreses de serveis, 5 d'entitats de l'administració pública i 7 d'empreses classificades com a «altres activitats de serveis».
Dels 21 establiments de servei als particulars que hi havia el 2009, 3 eren tallers de reparació d'automòbils i de material agrícola, 1 paleta, 3 guixaires pintors, 2 fusteries, 1 lampisteria, 2 electricistes, 2 perruqueries, 5 restaurants, 1 agència immobiliària i 1 saló de bellesa.
Dels 5 establiments comercials que hi havia el 2009, 1 era una botiga de més de 120 m², 2 fleques, 1 una fleca i 1 una llibreria.
L'any 2000 a Tossiat hi havia 9 explotacions agrícoles que ocupaven un total de 672 hectàrees.

## Equipaments sanitaris i escolars
L'únic equipament sanitari que hi havia el 2009 era una farmàcia.
El 2009 hi havia una escola elemental.

## Poblacions més properes
El següent diagrama mostra les poblacions més properes.